# Future of the Past (Vader)
Future of the Past è un album di cover dei Vader, pubblicato nel 1996.

## Tracce
1. Outbreak of Evil (Angelripper, Sodom) - 2:05 (Cover dei Sodom)
2. Flag of Hate (Fioretti, Petrozza) - 3:11 (Cover dei Kreator)
3. Storm of Stress (Terrorizer) - 1:14 (Cover dei Terrorizer)
4. Death Metal (Beccera, Torra) - 2:38 (Cover dei Possessed)
5. Fear of Napalm (Garcia, Terrorizer) - 2:45 (Cover dei Terrorizer)
6. Merciless Death (Doty, Durkin) - 4:04 (Cover dei Dark Angel)
7. Dethroned Emperor (Warrior) - 4:05 (Cover dei Celtic Frost)
8. Silent Scream (Araya, Hanneman, King) - 2:55 (Cover degli Slayer)
9. We Are the League (Anti Nowhere League...) - 2:35 (Cover degli Anti-Nowhere League)
10. I Feel You (Depeche Mode, Wiwczarek) - 4:19 (Cover dei Depeche Mode)
11. Black Sabbath (Butler, Iommi, Ozbourne, Ward) - 6:19 (Cover dei Black Sabbath)